# Liste der NBA-All-Defensive Teams
Dies ist eine Liste der NBA-All-Defensive Teams seit ihrer Einführung in der Saison 1968/69.

## Die Preisträger
 – Mitglied der Naismith Memorial Basketball Hall of Fame als Spieler (*)

 – Aktiver Spieler der Saison 2024/25 (^)

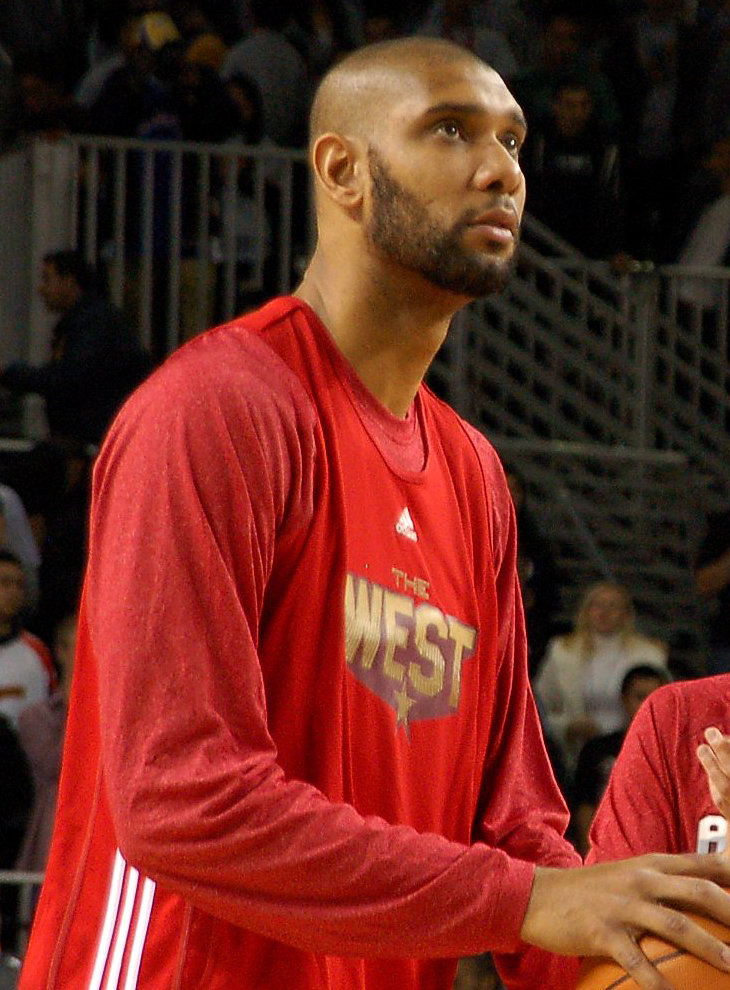
Tim Duncan

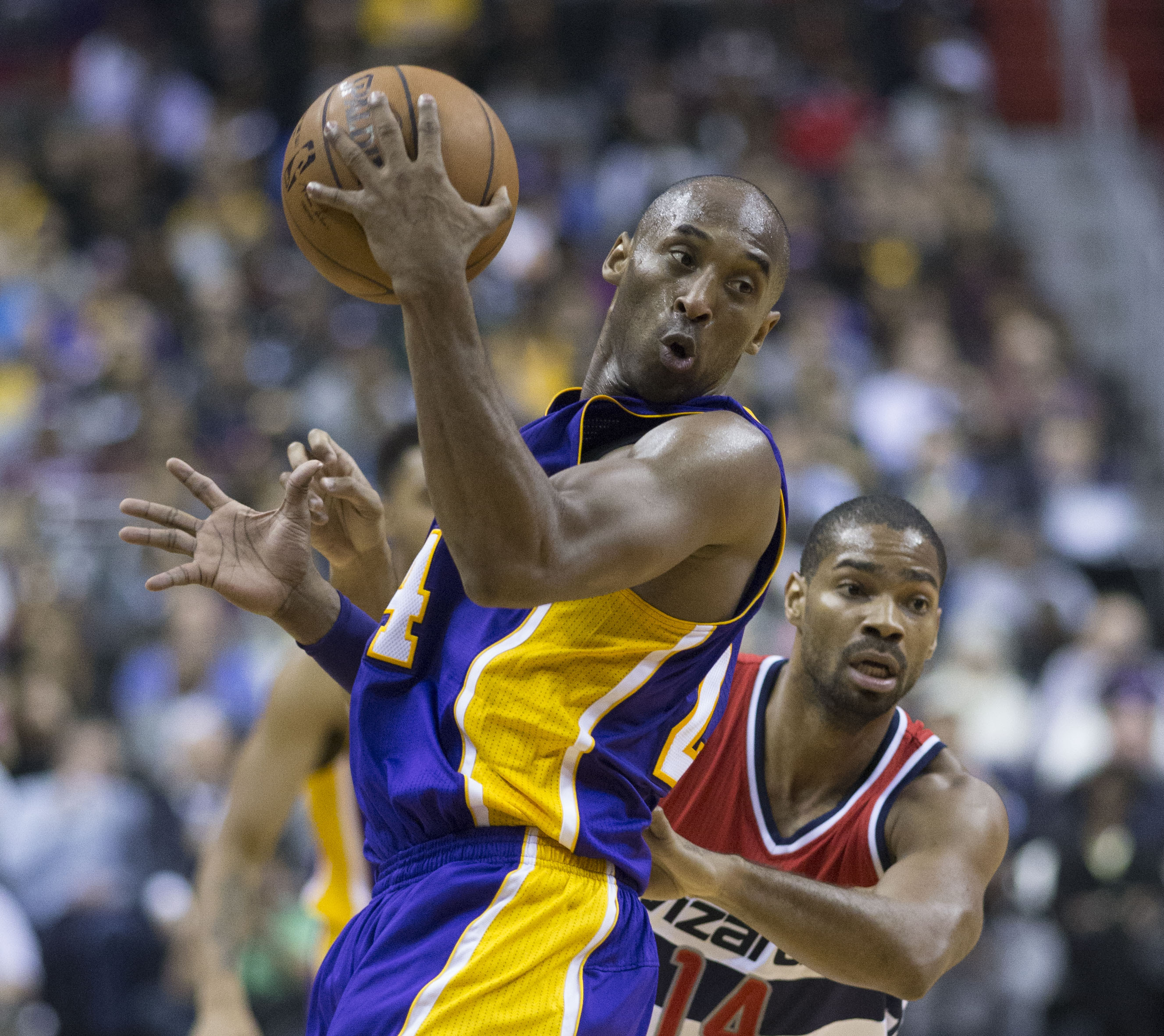
Kobe Bryant (vorne) und Gary Neal

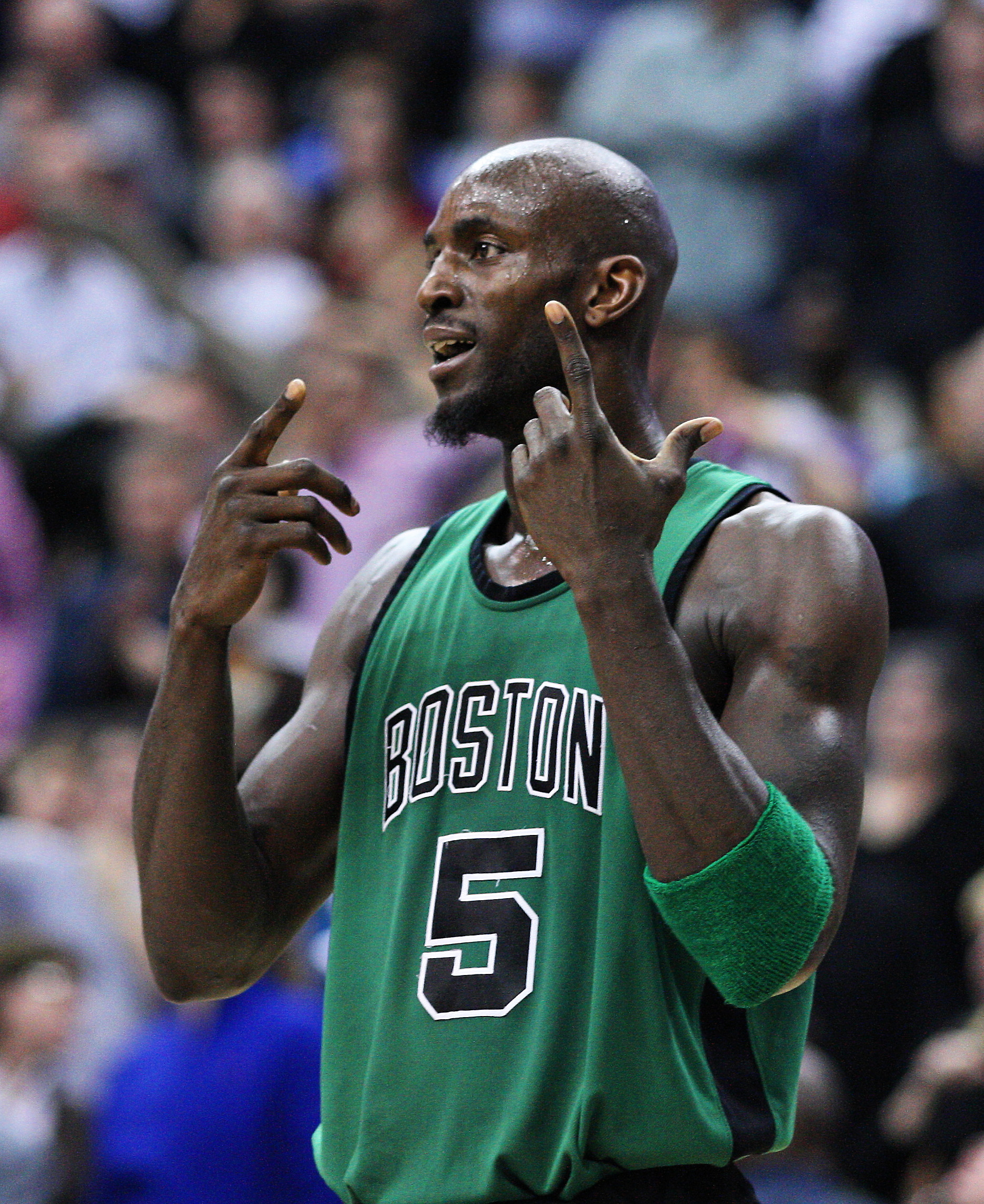
Kevin Garnett

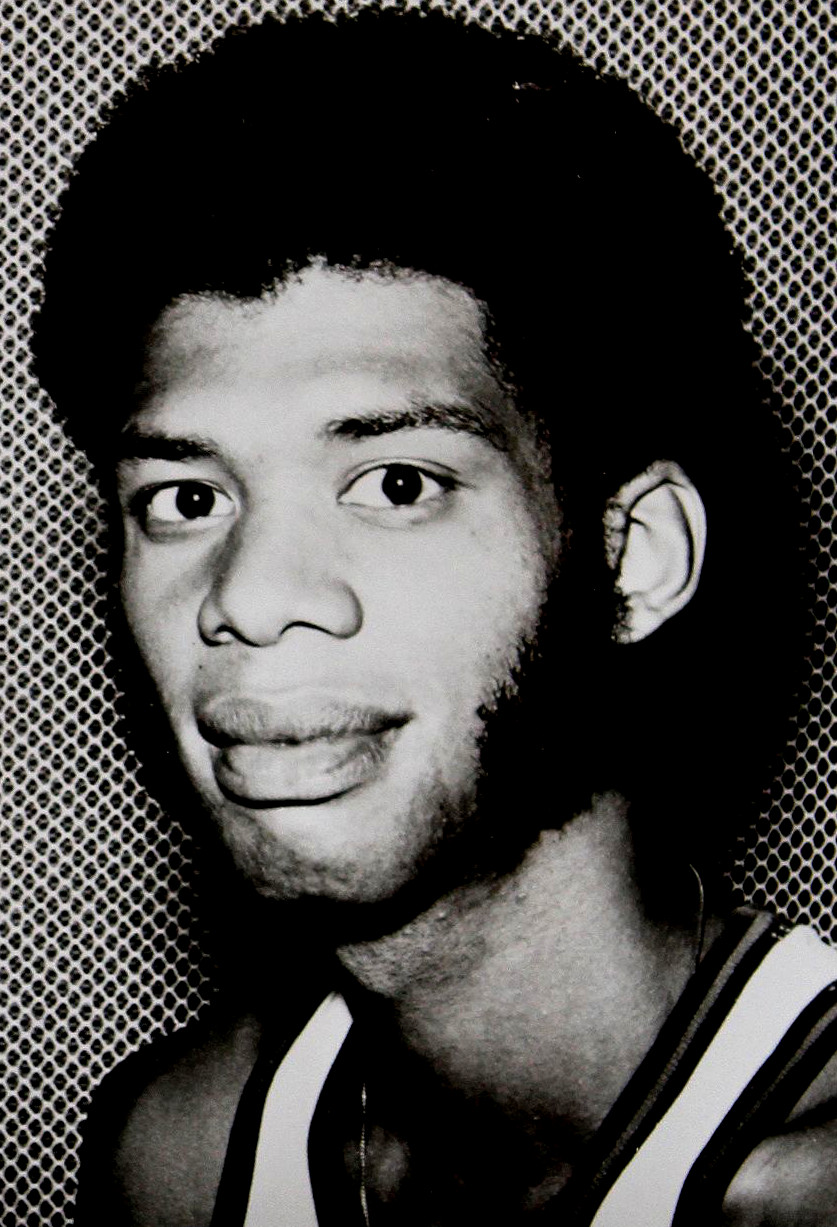
Kareem Abdul-Jabbar

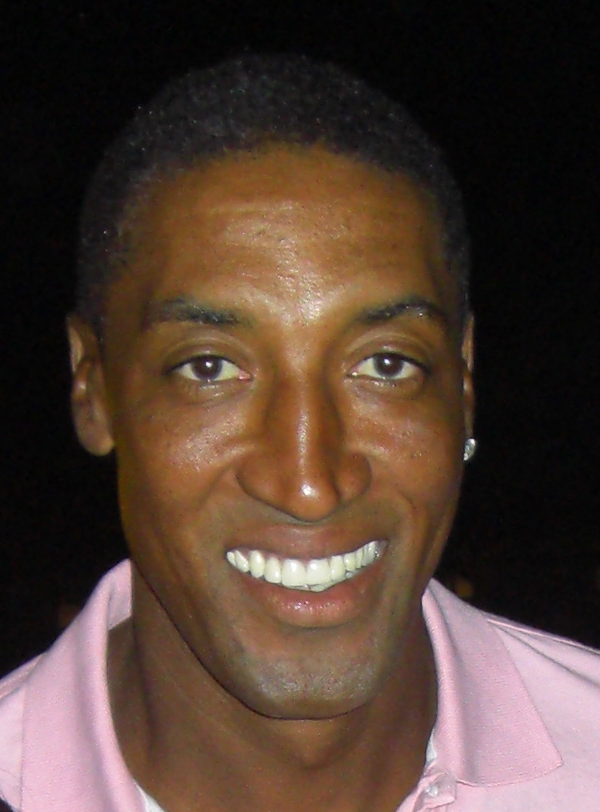
Scottie Pippen

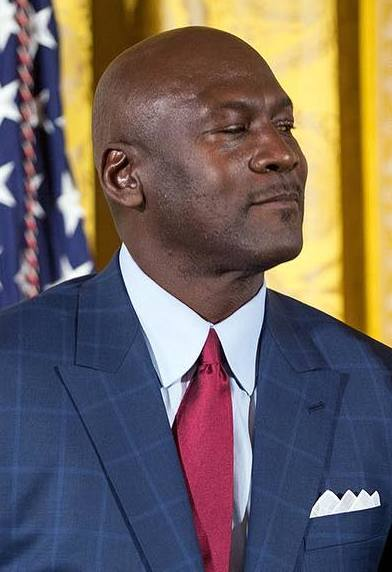
Michael Jordan

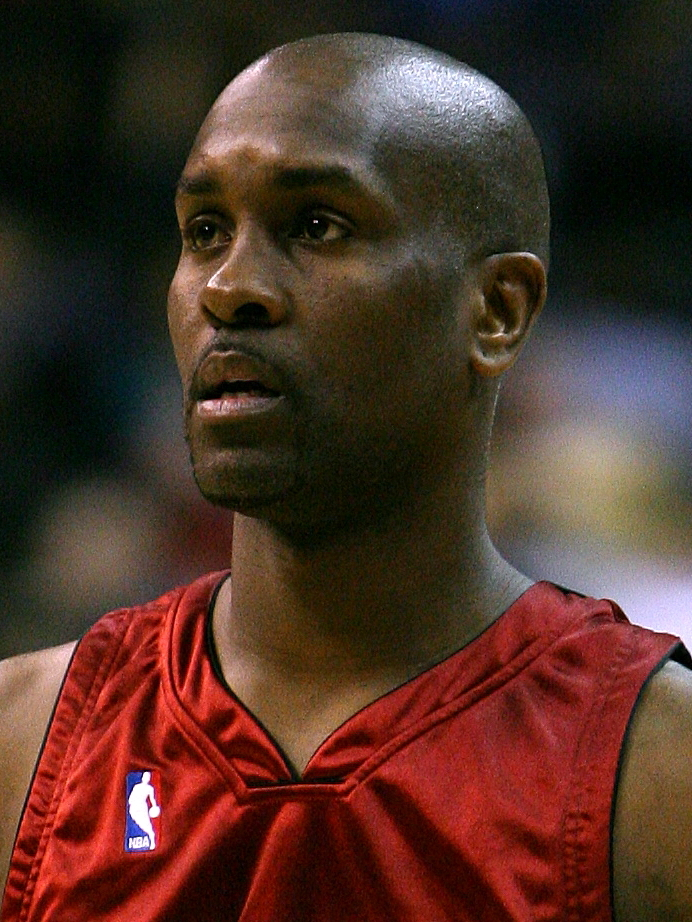
Gary Payton

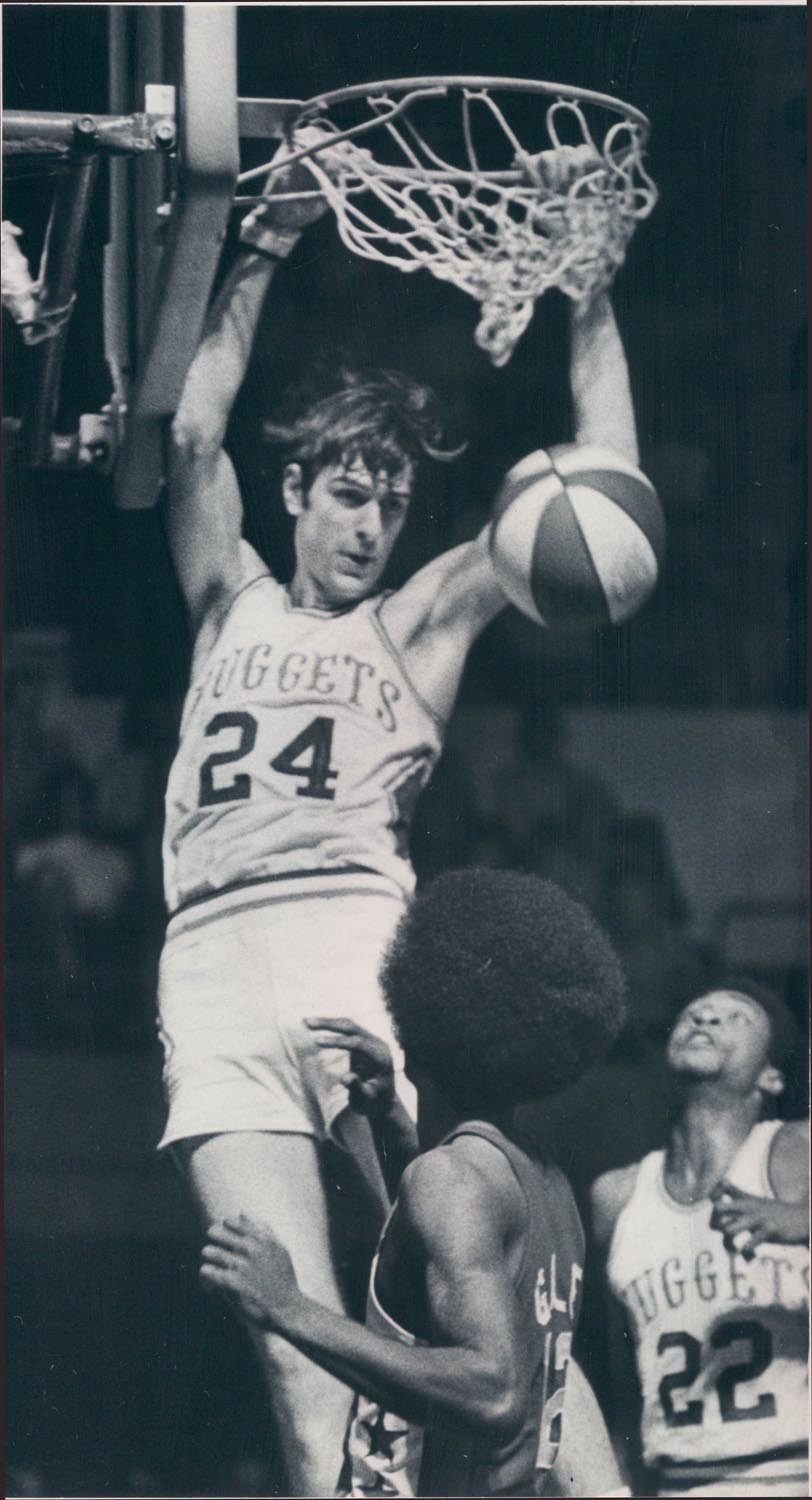
Bobby Jones

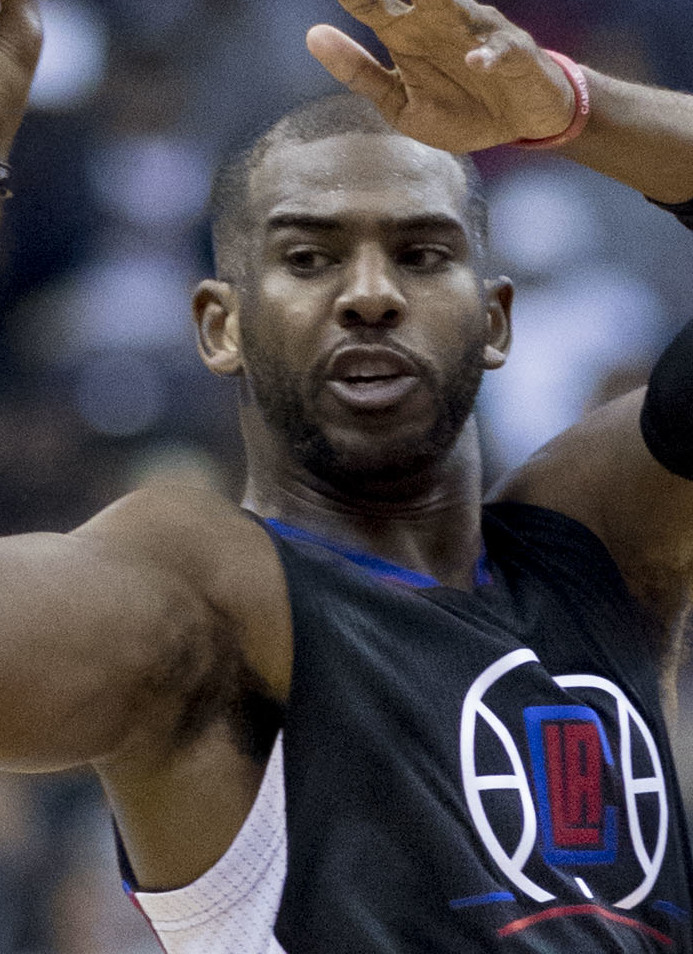
Chris Paul

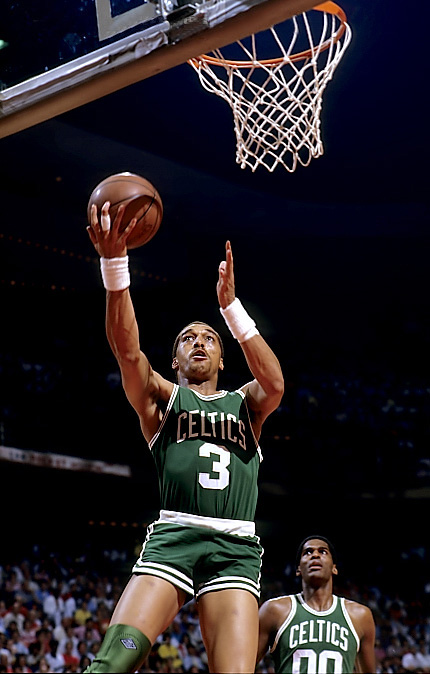
Dennis Johnson

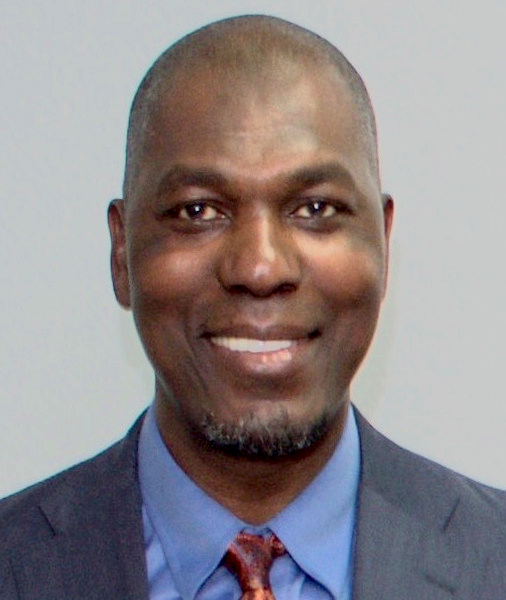
Hakeem Olajuwon

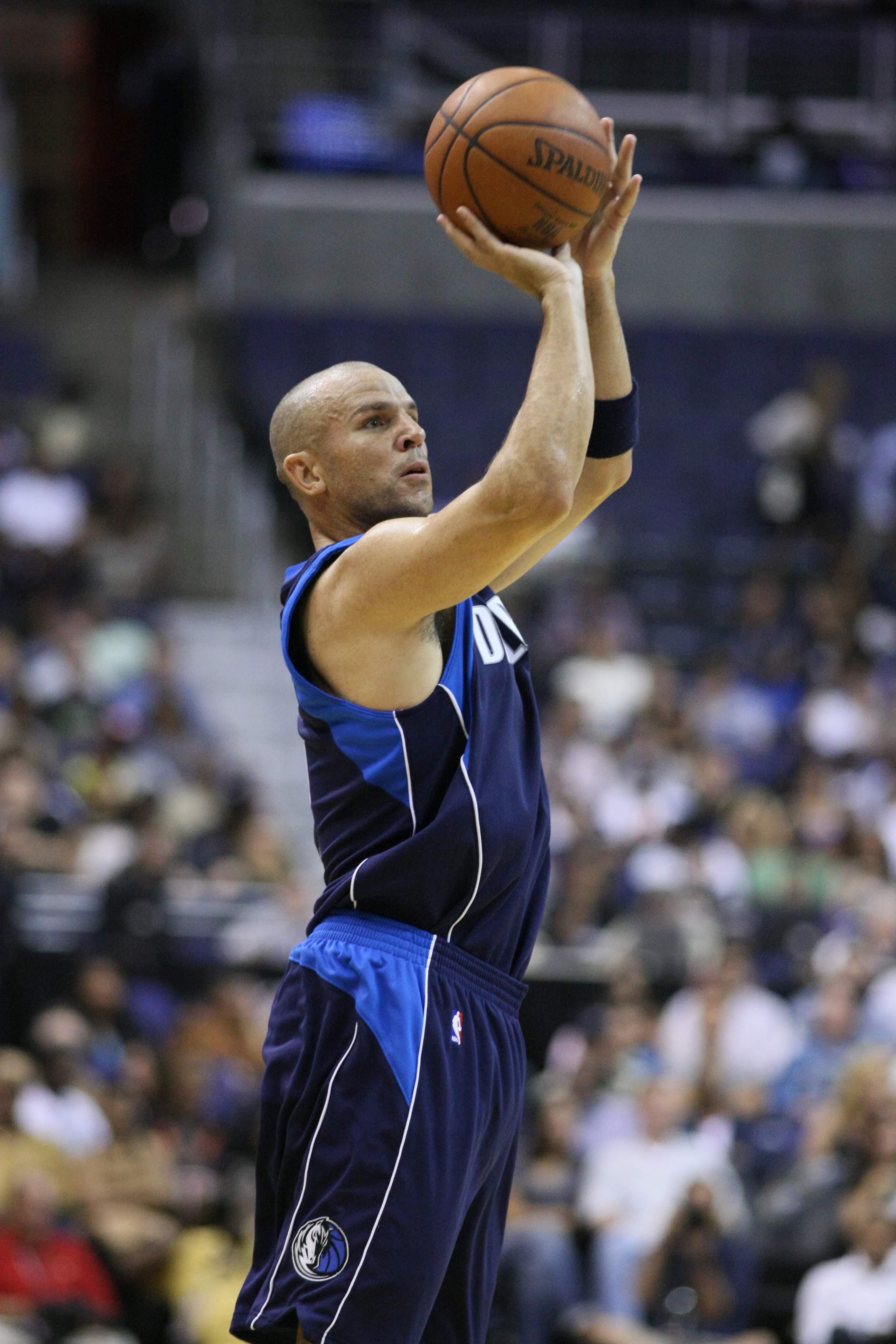
Jason Kidd

(×) – Die Zahl in der Klammer gibt an, wie oft derjenige Spieler zum jeweiligen Zeitpunkt bereits berufen wurde.

(°) – Punktgleichstand zweier Spieler, der eine Aufstockung der Defensiv-Auswahl nach sich zog.

Fett – Preisträger des Defensive Player of the Year Awards in jener Saison. 1

Kursiv – Preisträger des Rookie of the Year Awards in jener Saison. 
| Saison  | First team                 | First team             | Second team                  | Second team            |
| Saison  | Spieler                    | Team                   | Spieler                      | Team                   |
| ------- | -------------------------- | ---------------------- | ---------------------------- | ---------------------- |
| 1968/69 | Dave DeBusschere*          | New York Knicks        | Rudy LaRusso                 | San Francisco Warriors |
| 1968/69 | Nate Thurmond*             | San Francisco Warriors | Tom Sanders*                 | Boston Celtics         |
| 1968/69 | Bill Russell*              | Boston Celtics         | John Havlicek*               | Boston Celtics         |
| 1968/69 | Walt Frazier*              | New York Knicks        | Jerry West*                  | Los Angeles Lakers     |
| 1968/69 | Jerry Sloan*               | Chicago Bulls          | Bill Bridges                 | Atlanta Hawks          |
| 1969/70 | Dave DeBusschere* (2)      | New York Knicks        | John Havlicek* (2)           | Boston Celtics         |
| 1969/70 | Gus Johnson*               | Baltimore Bullets      | Bill Bridges (2)             | Atlanta Hawks          |
| 1969/70 | Willis Reed*               | New York Knicks        | Kareem Abdul-Jabbar*         | Milwaukee Bucks        |
| 1969/70 | Walt Frazier* (2)          | New York Knicks        | Joe Caldwell                 | Atlanta Hawks          |
| 1969/70 | Jerry West* (2)            | Los Angeles Lakers     | Jerry Sloan* (2)             | Chicago Bulls          |
| 1970/71 | Dave DeBusschere* (3)      | New York Knicks        | John Havlicek* (3)           | Boston Celtics         |
| 1970/71 | Gus Johnson* (2)           | Baltimore Bullets      | Paul Silas                   | Phoenix Suns           |
| 1970/71 | Nate Thurmond* (2)         | San Francisco Warriors | Kareem Abdul-Jabbar* (2)     | Milwaukee Bucks        |
| 1970/71 | Walt Frazier* (3)          | New York Knicks        | Jerry Sloan* (3)             | Chicago Bulls          |
| 1970/71 | Jerry West* (3)            | Los Angeles Lakers     | Norm Van Lier                | Cincinnati Royals      |
| 1971/72 | Dave DeBusschere* (4)      | New York Knicks        | Paul Silas (2)               | Phoenix Suns           |
| 1971/72 | John Havlicek* (4)         | Boston Celtics         | Bob Love                     | Chicago Bulls          |
| 1971/72 | Wilt Chamberlain*          | Los Angeles Lakers     | Nate Thurmond* (3)           | Golden State Warriors  |
| 1971/72 | Jerry West* (4)            | Los Angeles Lakers     | Norm Van Lier (2)            | Chicago Bulls          |
| 1971/72 | Walt Frazier* (4) (°)      | New York Knicks        | Don Chaney                   | Boston Celtics         |
| 1971/72 | Jerry Sloan* (4) (°)       | Chicago Bulls          | Don Chaney                   | Boston Celtics         |
| 1972/73 | Dave DeBusschere* (5)      | New York Knicks        | Paul Silas (3)               | Phoenix Suns           |
| 1972/73 | John Havlicek* (5)         | Boston Celtics         | Mike Riordan                 | Baltimore Bullets      |
| 1972/73 | Wilt Chamberlain* (2)      | Los Angeles Lakers     | Nate Thurmond* (4)           | Golden State Warriors  |
| 1972/73 | Jerry West* (5)            | Los Angeles Lakers     | Norm Van Lier (3)            | Chicago Bulls          |
| 1972/73 | Walt Frazier (5)           | New York Knicks        | Don Chaney (2)               | Boston Celtics         |
| 1973/74 | Dave DeBusschere* (6)      | New York Knicks        | Elvin Hayes*                 | Capital Bullets        |
| 1973/74 | John Havlicek* (6)         | Boston Celtics         | Bob Love (2)                 | Chicago Bulls          |
| 1973/74 | Kareem Abdul-Jabbar* (3)   | Milwaukee Bucks        | Nate Thurmond* (5)           | Golden State Warriors  |
| 1973/74 | Norm Van Lier (4)          | Chicago Bulls          | Don Chaney (3)               | Boston Celtics         |
| 1973/74 | Walt Frazier* (6) (°)      | New York Knicks        | Dick Van Arsdale (°)         | Phoenix Suns           |
| 1973/74 | Jerry Sloan* (5) (°)       | Chicago Bulls          | Jim Price (°)                | Los Angeles Lakers     |
| 1974/75 | John Havlicek* (7)         | Boston Celtics         | Elvin Hayes* (2)             | Washington Bullets     |
| 1974/75 | Paul Silas (4)             | Boston Celtics         | Bob Love (3)                 | Chicago Bulls          |
| 1974/75 | Kareem Abdul-Jabbar* (4)   | Milwaukee Bucks        | Dave Cowens*                 | Boston Celtics         |
| 1974/75 | Jerry Sloan* (6)           | Chicago Bulls          | Norm Van Lier (5)            | Chicago Bulls          |
| 1974/75 | Walt Frazier* (7)          | New York Knicks        | Don Chaney (4)               | Boston Celtics         |
| 1975/76 | Paul Silas (5)             | Boston Celtics         | Jim Brewer                   | Cleveland Cavaliers    |
| 1975/76 | John Havlicek* (8)         | Boston Celtics         | Jamaal Wilkes*               | Golden State Warriors  |
| 1975/76 | Dave Cowens* (2)           | Boston Celtics         | Kareem Abdul-Jabbar* (5)     | Los Angeles Lakers     |
| 1975/76 | Norm Van Lier (6)          | Chicago Bulls          | Jim Cleamons                 | Cleveland Cavaliers    |
| 1975/76 | Don Watts                  | Seattle SuperSonics    | Phil Smith                   | Golden State Warriors  |
| 1976/77 | Bobby Jones*               | Denver Nuggets         | Jim Brewer (2)               | Cleveland Cavaliers    |
| 1976/77 | E.C. Coleman               | New Orleans Jazz       | Jamaal Wilkes* (2)           | Golden State Warriors  |
| 1976/77 | Bill Walton*               | Portland Trail Blazers | Kareem Abdul-Jabbar* (6)     | Los Angeles Lakers     |
| 1976/77 | Don Buse                   | Indiana Pacers         | Brian Taylor                 | Kansas City Kings      |
| 1976/77 | Norm Van Lier (7)          | Chicago Bulls          | Don Chaney (5)               | Los Angeles Lakers     |
| 1977/78 | Bobby Jones* (2)           | Denver Nuggets         | E.C. Coleman (2)             | Golden State Warriors  |
| 1977/78 | Maurice Lucas              | Portland Trail Blazers | Bob Gross                    | Portland Trail Blazers |
| 1977/78 | Bill Walton* (2)           | Portland Trail Blazers | Kareem Abdul-Jabbar* (7) (°) | Los Angeles Lakers     |
| 1977/78 | Bill Walton* (2)           | Portland Trail Blazers | Artis Gilmore* (°)           | Chicago Bulls          |
| 1977/78 | Lionel Hollins             | Portland Trail Blazers | Norm Van Lier (8)            | Chicago Bulls          |
| 1977/78 | Don Buse (2)               | Phoenix Suns           | Quinn Buckner                | Milwaukee Bucks        |
| 1978/79 | Bobby Jones* (3)           | Philadelphia 76ers     | Maurice Lucas (2)            | Portland Trail Blazers |
| 1978/79 | Bob Dandridge*             | Washington Bullets     | Michael Leon Carr            | Detroit Pistons        |
| 1978/79 | Kareem Abdul-Jabbar* (8)   | Los Angeles Lakers     | Moses Malone*                | Houston Rockets        |
| 1978/79 | Dennis Johnson*            | Seattle SuperSonics    | Lionel Hollins (2)           | Portland Trail Blazers |
| 1978/79 | Don Buse (3)               | Phoenix Suns           | Eddie Johnson                | Atlanta Hawks          |
| 1979/80 | Bobby Jones* (4)           | Philadelphia 76ers     | Scott Wedman                 | Kansas City Kings      |
| 1979/80 | Dan Roundfield             | Atlanta Hawks          | Kermit Washington            | Portland Trail Blazers |
| 1979/80 | Kareem Abdul-Jabbar* (9)   | Los Angeles Lakers     | Dave Cowens* (3)             | Boston Celtics         |
| 1979/80 | Dennis Johnson* (2)        | Seattle SuperSonics    | Quinn Buckner (2)            | Milwaukee Bucks        |
| 1979/80 | Don Buse (4) (°)           | Phoenix Suns           | Eddie Johnson (2)            | Atlanta Hawks          |
| 1979/80 | Micheal Ray Richardson (°) | New York Knicks        | Eddie Johnson (2)            | Atlanta Hawks          |
| 1980/81 | Bobby Jones* (5)           | Philadelphia 76ers     | Dan Roundfield (2)           | Atlanta Hawks          |
| 1980/81 | Caldwell Jones             | Philadelphia 76ers     | Kermit Washington (2)        | Portland Trail Blazers |
| 1980/81 | Kareem Abdul-Jabbar* (10)  | Los Angeles Lakers     | George Johnson               | San Antonio Spurs      |
| 1980/81 | Dennis Johnson* (3)        | Phoenix Suns           | Quinn Buckner (3)            | Milwaukee Bucks        |
| 1980/81 | Micheal Ray Richardson (2) | New York Knicks        | Dudley Bradley (°)           | Indiana Pacers         |
| 1980/81 | Micheal Ray Richardson (2) | New York Knicks        | Michael Cooper* (°)          | Los Angeles Lakers     |
| 1981/82 | Bobby Jones* (6)           | Philadelphia 76ers     | Larry Bird*                  | Boston Celtics         |
| 1981/82 | Dan Roundfield (3)         | Atlanta Hawks          | Lonnie Shelton               | Seattle SuperSonics    |
| 1981/82 | Caldwell Jones (2)         | Philadelphia 76ers     | Jack Sikma*                  | Seattle SuperSonics    |
| 1981/82 | Michael Cooper* (2)        | Los Angeles Lakers     | Quinn Buckner (4)            | Milwaukee Bucks        |
| 1981/82 | Dennis Johnson* (4)        | Phoenix Suns           | Sidney Moncrief*             | Milwaukee Bucks        |
| 1982/83 | Bobby Jones* (7)           | Philadelphia 76ers     | Larry Bird* (2)              | Boston Celtics         |
| 1982/83 | Dan Roundfield (4)         | Atlanta Hawks          | Kevin McHale*                | Boston Celtics         |
| 1982/83 | Moses Malone* (2)          | Philadelphia 76ers     | Wayne Rollins                | Atlanta Hawks          |
| 1982/83 | Sidney Moncrief* (2)       | Milwaukee Bucks        | Michael Cooper* (3)          | Los Angeles Lakers     |
| 1982/83 | Dennis Johnson* (5) (°)    | Phoenix Suns           | Theodore Dunn                | Denver Nuggets         |
| 1982/83 | Maurice Cheeks* (°)        | Philadelphia 76ers     | Theodore Dunn                | Denver Nuggets         |
| 1983/84 | Bobby Jones* (8)           | Philadelphia 76ers     | Larry Bird* (3)              | Boston Celtics         |
| 1983/84 | Michael Cooper* (4)        | Los Angeles Lakers     | Dan Roundfield (5)           | Atlanta Hawks          |
| 1983/84 | Wayne Rollins (2)          | Atlanta Hawks          | Kareem Abdul-Jabbar* (11)    | Los Angeles Lakers     |
| 1983/84 | Maurice Cheeks* (2)        | Philadelphia 76ers     | Dennis Johnson* (6)          | Boston Celtics         |
| 1983/84 | Sidney Moncrief* (3)       | Milwaukee Bucks        | Theodore Dunn (2)            | Denver Nuggets         |
| 1984/85 | Sidney Moncrief* (4)       | Milwaukee Bucks        | Bobby Jones* (9)             | Philadelphia 76ers     |
| 1984/85 | Paul Pressey               | Milwaukee Bucks        | Danny Vranes                 | Seattle SuperSonics    |
| 1984/85 | Mark Eaton                 | Utah Jazz              | Hakeem Olajuwon*             | Houston Rockets        |
| 1984/85 | Michael Cooper* (5)        | Los Angeles Lakers     | Dennis Johnson* (7)          | Boston Celtics         |
| 1984/85 | Maurice Cheeks* (3)        | Philadelphia 76ers     | Theodore Dunn (3)            | Denver Nuggets         |
| 1985/86 | Paul Pressey (2)           | Milwaukee Bucks        | Michael Cooper* (6)          | Los Angeles Lakers     |
| 1985/86 | Kevin McHale* (2)          | Boston Celtics         | Bill Hanzlik                 | Denver Nuggets         |
| 1985/86 | Mark Eaton (2)             | Utah Jazz              | Manute Bol                   | Washington Bullets     |
| 1985/86 | Sidney Moncrief* (5)       | Milwaukee Bucks        | Alvin Robertson              | San Antonio Spurs      |
| 1985/86 | Maurice Cheeks* (4)        | Philadelphia 76ers     | Dennis Johnson* (8)          | Boston Celtics         |
| 1986/87 | Kevin McHale* (3)          | Boston Celtics         | Paul Pressey (3)             | Milwaukee Bucks        |
| 1986/87 | Michael Cooper* (7)        | Los Angeles Lakers     | Rodney McCray                | Houston Rockets        |
| 1986/87 | Hakeem Olajuwon* (2)       | Houston Rockets        | Mark Eaton (3)               | Utah Jazz              |
| 1986/87 | Alvin Robertson (2)        | San Antonio Spurs      | Maurice Cheeks* (5)          | Philadelphia 76ers     |
| 1986/87 | Dennis Johnson* (9)        | Boston Celtics         | Derek Harper                 | Dallas Mavericks       |
| 1987/88 | Kevin McHale* (4)          | Boston Celtics         | Buck Williams                | New Jersey Nets        |
| 1987/88 | Rodney McCray (2)          | Houston Rockets        | Karl Malone*                 | Utah Jazz              |
| 1987/88 | Hakeem Olajuwon* (3)       | Houston Rockets        | Mark Eaton (4) (°)           | Utah Jazz              |
| 1987/88 | Hakeem Olajuwon* (3)       | Houston Rockets        | Patrick Ewing* (°)           | New York Knicks        |
| 1987/88 | Michael Cooper* (8)        | Los Angeles Lakers     | Alvin Robertson (3)          | San Antonio Spurs      |
| 1987/88 | Michael Jordan*            | Chicago Bulls          | Fat Lever                    | Denver Nuggets         |
| 1988/89 | Dennis Rodman*             | Detroit Pistons        | Kevin McHale* (5)            | Boston Celtics         |
| 1988/89 | Larry Nance                | Cleveland Cavaliers    | A. C. Green                  | Los Angeles Lakers     |
| 1988/89 | Mark Eaton (5)             | Utah Jazz              | Patrick Ewing* (2)           | New York Knicks        |
| 1988/89 | Michael Jordan* (2)        | Chicago Bulls          | John Stockton*               | Utah Jazz              |
| 1988/89 | Joe Dumars*                | Detroit Pistons        | Alvin Robertson (4)          | San Antonio Spurs      |
| 1989/90 | Dennis Rodman* (2)         | Detroit Pistons        | Kevin McHale* (6)            | Boston Celtics         |
| 1989/90 | Buck Williams (2)          | Portland Trail Blazers | Rick Mahorn                  | Philadelphia 76ers     |
| 1989/90 | Hakeem Olajuwon* (4)       | Houston Rockets        | David Robinson*              | San Antonio Spurs      |
| 1989/90 | Michael Jordan* (3)        | Chicago Bulls          | Derek Harper (2)             | Dallas Mavericks       |
| 1989/90 | Joe Dumars* (2)            | Detroit Pistons        | Alvin Robertson (5)          | Milwaukee Bucks        |
| 1990/91 | Michael Jordan* (4)        | Chicago Bulls          | Joe Dumars* (3)              | Detroit Pistons        |
| 1990/91 | Alvin Robertson (6)        | Milwaukee Bucks        | John Stockton* (2)           | Utah Jazz              |
| 1990/91 | David Robinson* (2)        | San Antonio Spurs      | Hakeem Olajuwon* (5)         | Houston Rockets        |
| 1990/91 | Dennis Rodman* (3)         | Detroit Pistons        | Scottie Pippen*              | Chicago Bulls          |
| 1990/91 | Buck Williams (3)          | Portland Trail Blazers | Dan Majerle                  | Phoenix Suns           |
| 1991/92 | Dennis Rodman* (4)         | Detroit Pistons        | Larry Nance (2)              | Cleveland Cavaliers    |
| 1991/92 | Scottie Pippen* (2)        | Chicago Bulls          | Buck Williams (4)            | Portland Trail Blazers |
| 1991/92 | David Robinson* (3)        | San Antonio Spurs      | Patrick Ewing* (3)           | New York Knicks        |
| 1991/92 | Michael Jordan* (5)        | Chicago Bulls          | John Stockton* (3)           | Utah Jazz              |
| 1991/92 | Joe Dumars* (4)            | Detroit Pistons        | Micheal Williams             | Indiana Pacers         |
| 1992/93 | Scottie Pippen* (3)        | Chicago Bulls          | Horace Grant                 | Chicago Bulls          |
| 1992/93 | Dennis Rodman* (5)         | Detroit Pistons        | Larry Nance (3)              | Cleveland Cavaliers    |
| 1992/93 | Hakeem Olajuwon* (6)       | Houston Rockets        | David Robinson* (4)          | San Antonio Spurs      |
| 1992/93 | Michael Jordan* (6)        | Chicago Bulls          | Dan Majerle (2)              | Phoenix Suns           |
| 1992/93 | Joe Dumars* (5)            | Detroit Pistons        | John Starks                  | New York Knicks        |
| 1993/94 | Scottie Pippen* (4)        | Chicago Bulls          | Dennis Rodman* (6)           | San Antonio Spurs      |
| 1993/94 | Charles Oakley             | New York Knicks        | Horace Grant (2)             | Chicago Bulls          |
| 1993/94 | Hakeem Olajuwon* (7)       | Houston Rockets        | David Robinson* (5)          | San Antonio Spurs      |
| 1993/94 | Gary Payton*               | Seattle SuperSonics    | Nate McMillan                | Seattle SuperSonics    |
| 1993/94 | Mookie Blaylock            | Atlanta Hawks          | Latrell Sprewell             | Golden State Warriors  |
| 1994/95 | Scottie Pippen* (5)        | Chicago Bulls          | Horace Grant (3)             | Orlando Magic          |
| 1994/95 | Dennis Rodman* (7)         | San Antonio Spurs      | Derrick McKey                | Indiana Pacers         |
| 1994/95 | David Robinson* (6)        | San Antonio Spurs      | Dikembe Mutombo*             | Denver Nuggets         |
| 1994/95 | Gary Payton* (2)           | Seattle SuperSonics    | John Stockton* (4)           | Utah Jazz              |
| 1994/95 | Mookie Blaylock (2)        | Atlanta Hawks          | Nate McMillan (2)            | Seattle SuperSonics    |
| 1995/96 | Scottie Pippen* (6)        | Chicago Bulls          | Horace Grant (4)             | Orlando Magic          |
| 1995/96 | Dennis Rodman* (8)         | Chicago Bulls          | Derrick McKey (2)            | Indiana Pacers         |
| 1995/96 | David Robinson* (7)        | San Antonio Spurs      | Hakeem Olajuwon* (8)         | Houston Rockets        |
| 1995/96 | Gary Payton* (3)           | Seattle SuperSonics    | Mookie Blaylock (3)          | Atlanta Hawks          |
| 1995/96 | Michael Jordan* (7)        | Chicago Bulls          | Bobby Phills                 | Cleveland Cavaliers    |
| 1996/97 | Scottie Pippen* (7)        | Chicago Bulls          | Anthony Mason                | Charlotte Hornets      |
| 1996/97 | Karl Malone* (2)           | Utah Jazz              | P. J. Brown                  | Miami Heat             |
| 1996/97 | Dikembe Mutombo* (2)       | Atlanta Hawks          | Hakeem Olajuwon* (9)         | Houston Rockets        |
| 1996/97 | Michael Jordan* (8)        | Chicago Bulls          | Mookie Blaylock (4)          | Atlanta Hawks          |
| 1996/97 | Gary Payton* (4)           | Seattle SuperSonics    | John Stockton* (5)           | Utah Jazz              |
| 1997/98 | Scottie Pippen* (8)        | Chicago Bulls          | Tim Duncan*                  | San Antonio Spurs      |
| 1997/98 | Karl Malone* (3)           | Utah Jazz              | Charles Oakley (2)           | New York Knicks        |
| 1997/98 | Dikembe Mutombo* (3)       | Atlanta Hawks          | David Robinson* (8)          | San Antonio Spurs      |
| 1997/98 | Gary Payton* (5)           | Seattle SuperSonics    | Mookie Blaylock (5)          | Atlanta Hawks          |
| 1997/98 | Michael Jordan* (9)        | Chicago Bulls          | Eddie Jones                  | Los Angeles Lakers     |
| 1998/99 | Tim Duncan* (2)            | San Antonio Spurs      | P. J. Brown (2)              | Miami Heat             |
| 1998/99 | Jason Kidd*                | Phoenix Suns           | Theo Ratliff                 | Philadelphia 76ers     |
| 1998/99 | Alonzo Mourning*           | Miami Heat             | Dikembe Mutombo* (4)         | Atlanta Hawks          |
| 1998/99 | Gary Payton* (6)           | Seattle SuperSonics    | Mookie Blaylock (6)          | Atlanta Hawks          |
| 1998/99 | Karl Malone* (4) (°)       | Utah Jazz              | Eddie Jones (2)              | Charlotte Hornets      |
| 1998/99 | Scottie Pippen* (9) (°)    | Houston Rockets        | Eddie Jones (2)              | Charlotte Hornets      |
| 1999/00 | Tim Duncan* (3)            | San Antonio Spurs      | Scottie Pippen* (10)         | Portland Trail Blazers |
| 1999/00 | Kevin Garnett*             | Minnesota Timberwolves | Clifford Robinson            | Phoenix Suns           |
| 1999/00 | Alonzo Mourning* (2)       | Miami Heat             | Shaquille O’Neal*            | Los Angeles Lakers     |
| 1999/00 | Gary Payton* (7)           | Seattle SuperSonics    | Eddie Jones (3)              | Charlotte Hornets      |
| 1999/00 | Kobe Bryant*               | Los Angeles Lakers     | Jason Kidd* (2)              | Phoenix Suns           |
| 2000/01 | Tim Duncan* (4)            | San Antonio Spurs      | Bruce Bowen                  | Miami Heat             |
| 2000/01 | Kevin Garnett* (2)         | Minnesota Timberwolves | P. J. Brown (3)              | Charlotte Hornets      |
| 2000/01 | Dikembe Mutombo* (5)       | Philadelphia 76ers     | Shaquille O’Neal* (2)        | Los Angeles Lakers     |
| 2000/01 | Gary Payton* (8)           | Seattle SuperSonics    | Kobe Bryant* (2)             | Los Angeles Lakers     |
| 2000/01 | Jason Kidd* (3)            | Phoenix Suns           | Doug Christie                | Sacramento Kings       |
| 2001/02 | Tim Duncan* (5)            | San Antonio Spurs      | Bruce Bowen (2)              | San Antonio Spurs      |
| 2001/02 | Kevin Garnett* (3)         | Minnesota Timberwolves | Clifford Robinson (2)        | Detroit Pistons        |
| 2001/02 | Ben Wallace*               | Detroit Pistons        | Dikembe Mutombo* (6)         | Philadelphia 76ers     |
| 2001/02 | Gary Payton* (9)           | Seattle SuperSonics    | Kobe Bryant* (3)             | Los Angeles Lakers     |
| 2001/02 | Jason Kidd* (4)            | New Jersey Nets        | Doug Christie (2)            | Sacramento Kings       |
| 2002/03 | Tim Duncan* (6)            | San Antonio Spurs      | Ron Artest                   | Indiana Pacers         |
| 2002/03 | Kevin Garnett* (4)         | Minnesota Timberwolves | Bruce Bowen (3)              | San Antonio Spurs      |
| 2002/03 | Ben Wallace* (2)           | Detroit Pistons        | Shaquille O’Neal* (3)        | Los Angeles Lakers     |
| 2002/03 | Doug Christie (3)          | Sacramento Kings       | Jason Kidd* (5)              | New Jersey Nets        |
| 2002/03 | Kobe Bryant* (4)           | Los Angeles Lakers     | Eric Snow                    | Philadelphia 76ers     |
| 2003/04 | Ron Artest (2)             | Indiana Pacers         | Andrei Kirilenko             | Utah Jazz              |
| 2003/04 | Kevin Garnett* (5)         | Minnesota Timberwolves | Tim Duncan* (7)              | San Antonio Spurs      |
| 2003/04 | Ben Wallace* (3)           | Detroit Pistons        | Theo Ratliff (2)             | Portland Trail Blazers |
| 2003/04 | Bruce Bowen (4)            | San Antonio Spurs      | Doug Christie (4)            | Sacramento Kings       |
| 2003/04 | Kobe Bryant* (5)           | Los Angeles Lakers     | Jason Kidd* (6)              | New Jersey Nets        |
| 2004/05 | Ben Wallace* (4)           | Detroit Pistons        | Tayshaun Prince              | Detroit Pistons        |
| 2004/05 | Kevin Garnett* (6)         | Minnesota Timberwolves | Marcus Camby                 | Denver Nuggets         |
| 2004/05 | Bruce Bowen (5)            | San Antonio Spurs      | Chauncey Billups*            | Detroit Pistons        |
| 2004/05 | Tim Duncan* (8)            | San Antonio Spurs      | Andrei Kirilenko (2)         | Utah Jazz              |
| 2004/05 | Larry Hughes               | Washington Wizards     | Jason Kidd* (7) (°)          | New Jersey Nets        |
| 2004/05 | Larry Hughes               | Washington Wizards     | Dwyane Wade* (°)             | Miami Heat             |
| 2005/06 | Bruce Bowen (6)            | San Antonio Spurs      | Tim Duncan* (9)              | San Antonio Spurs      |
| 2005/06 | Ben Wallace* (5)           | Detroit Pistons        | Chauncey Billups* (2)        | Detroit Pistons        |
| 2005/06 | Andrei Kirilenko (3)       | Utah Jazz              | Kevin Garnett* (7)           | Minnesota Timberwolves |
| 2005/06 | Ron Artest (3)             | Indiana Pacers         | Marcus Camby (2)             | Denver Nuggets         |
| 2005/06 | Kobe Bryant* (6) (°)       | Los Angeles Lakers     | Tayshaun Prince (2)          | Detroit Pistons        |
| 2005/06 | Jason Kidd* (8) (°)        | New Jersey Nets        | Tayshaun Prince (2)          | Detroit Pistons        |
| 2006/07 | Bruce Bowen (7)            | San Antonio Spurs      | Ben Wallace* (6)             | Chicago Bulls          |
| 2006/07 | Tim Duncan* (10)           | San Antonio Spurs      | Kirk Hinrich                 | Chicago Bulls          |
| 2006/07 | Marcus Camby (3)           | Denver Nuggets         | Jason Kidd* (8)              | New Jersey Nets        |
| 2006/07 | Kobe Bryant* (7)           | Los Angeles Lakers     | Tayshaun Prince (3)          | Detroit Pistons        |
| 2006/07 | Raja Bell                  | Phoenix Suns           | Kevin Garnett* (8)           | Minnesota Timberwolves |
| 2007/08 | Kevin Garnett* (9)         | Boston Celtics         | Shane Battier                | Houston Rockets        |
| 2007/08 | Kobe Bryant* (8)           | Los Angeles Lakers     | Chris Paul^                  | New Orleans Hornets    |
| 2007/08 | Marcus Camby (4)           | Denver Nuggets         | Dwight Howard*               | Orlando Magic          |
| 2007/08 | Bruce Bowen (8)            | San Antonio Spurs      | Tayshaun Prince (4)          | Detroit Pistons        |
| 2007/08 | Tim Duncan* (11)           | San Antonio Spurs      | Raja Bell (2)                | Phoenix Suns           |
| 2008/09 | Dwight Howard* (2)         | Orlando Magic          | Tim Duncan* (12)             | San Antonio Spurs      |
| 2008/09 | Kobe Bryant* (9)           | Los Angeles Lakers     | Dwyane Wade* (2)             | Miami Heat             |
| 2008/09 | LeBron James^              | Cleveland Cavaliers    | Rajon Rondo                  | Boston Celtics         |
| 2008/09 | Chris Paul^ (2)            | New Orleans Hornets    | Shane Battier (2)            | Houston Rockets        |
| 2008/09 | Kevin Garnett* (10)        | Boston Celtics         | Ron Artest (4)               | Houston Rockets        |
| 2009/10 | Dwight Howard* (3)         | Orlando Magic          | Tim Duncan* (13)             | San Antonio Spurs      |
| 2009/10 | Rajon Rondo (2)            | Boston Celtics         | Dwyane Wade* (3)             | Miami Heat             |
| 2009/10 | LeBron James^ (2)          | Cleveland Cavaliers    | Josh Smith                   | Atlanta Hawks          |
| 2009/10 | Kobe Bryant* (10)          | Los Angeles Lakers     | Anderson Varejão             | Cleveland Cavaliers    |
| 2009/10 | Gerald Wallace             | Charlotte Bobcats      | Thabo Sefolosha              | Oklahoma City Thunder  |
| 2010/11 | Dwight Howard* (4)         | Orlando Magic          | Tony Allen                   | Memphis Grizzlies      |
| 2010/11 | Rajon Rondo (3)            | Boston Celtics         | Chris Paul^ (3)              | New Orleans Hornets    |
| 2010/11 | LeBron James^ (3)          | Miami Heat             | Tyson Chandler               | Dallas Mavericks       |
| 2010/11 | Kobe Bryant* (11)          | Los Angeles Lakers     | Andre Iguodala               | Philadelphia 76ers     |
| 2010/11 | Kevin Garnett* (11)        | Boston Celtics         | Joakim Noah                  | Chicago Bulls          |
| 2011/12 | Lebron James^ (4)          | Miami Heat             | Kevin Garnett* (12)          | Boston Celtics         |
| 2011/12 | Serge Ibaka                | Oklahoma City Thunder  | Luol Deng                    | Chicago Bulls          |
| 2011/12 | Dwight Howard* (5)         | Orlando Magic          | Tyson Chandler (2)           | New York Knicks        |
| 2011/12 | Chris Paul^ (4)            | Los Angeles Clippers   | Rajon Rondo (4)              | Boston Celtics         |
| 2011/12 | Tony Allen (2)             | Memphis Grizzlies      | Kobe Bryant* (12)            | Los Angeles Lakers     |
| 2012/13 | Tyson Chandler (3) (°)     | New York Knicks        | Avery Bradley                | Boston Celtics         |
| 2012/13 | Joakim Noah (2) (°)        | Chicago Bulls          | Mike Conley, Jr.^            | Memphis Grizzlies      |
| 2012/13 | Tony Allen (3)             | Memphis Grizzlies      | Tim Duncan* (14)             | San Antonio Spurs      |
| 2012/13 | Serge Ibaka (2)            | Oklahoma City Thunder  | Marc Gasol                   | Memphis Grizzlies      |
| 2012/13 | LeBron James^ (5)          | Miami Heat             | Paul George^                 | Indiana Pacers         |
| 2012/13 | Chris Paul^ (5)            | Los Angeles Clippers   | Paul George^                 | Indiana Pacers         |
| 2013/14 | Paul George^ (2)           | Indiana Pacers         | Patrick Beverley             | Houston Rockets        |
| 2013/14 | Serge Ibaka (3)            | Oklahoma City Thunder  | Jimmy Butler^                | Chicago Bulls          |
| 2013/14 | Andre Iguodala (2)         | Golden State Warriors  | Roy Hibbert                  | Indiana Pacers         |
| 2013/14 | Joakim Noah (3)            | Chicago Bulls          | LeBron James^ (6)            | Miami Heat             |
| 2013/14 | Chris Paul^ (6)            | Los Angeles Clippers   | Kawhi Leonard^               | San Antonio Spurs      |
| 2014/15 | Kawhi Leonard^ (2)         | San Antonio Spurs      | Anthony Davis^               | New Orleans Pelicans   |
| 2014/15 | Draymond Green^            | Golden State Warriors  | Jimmy Butler^ (2)            | Chicago Bulls          |
| 2014/15 | Tony Allen (4)             | Memphis Grizzlies      | Andrew Bogut                 | Golden State Warriors  |
| 2014/15 | DeAndre Jordan^            | Los Angeles Clippers   | John Wall                    | Washington Wizards     |
| 2014/15 | Chris Paul^ (7)            | Los Angeles Clippers   | Tim Duncan* (15)             | San Antonio Spurs      |
| 2015/16 | Kawhi Leonard^ (3)         | San Antonio Spurs      | Paul Millsap                 | Atlanta Hawks          |
| 2015/16 | Draymond Green^ (2)        | Golden State Warriors  | Jimmy Butler^ (3)            | Chicago Bulls          |
| 2015/16 | Avery Bradley (2)          | Boston Celtics         | Tony Allen (5)               | Memphis Grizzlies      |
| 2015/16 | DeAndre Jordan^ (2)        | Los Angeles Clippers   | Hassan Whiteside             | Miami Heat             |
| 2015/16 | Chris Paul^ (8)            | Los Angeles Clippers   | Paul George^ (3)             | Indiana Pacers         |
| 2016/17 | Kawhi Leonard^ (4)         | San Antonio Spurs      | Tony Allen (6)               | Memphis Grizzlies      |
| 2016/17 | Draymond Green^ (3)        | Golden State Warriors  | Danny Green^                 | San Antonio Spurs      |
| 2016/17 | Rudy Gobert^               | Utah Jazz              | André Roberson               | Oklahoma City Thunder  |
| 2016/17 | Patrick Beverley (2)       | Houston Rockets        | Anthony Davis^ (2)           | New Orleans Pelicans   |
| 2016/17 | Chris Paul^ (9)            | Los Angeles Clippers   | Giannis Antetokounmpo^       | Milwaukee Bucks        |
| 2017/18 | Rudy Gobert^ (2)           | Utah Jazz              | Joel Embiid^                 | Philadelphia 76ers     |
| 2017/18 | Anthony Davis^ (3)         | New Orleans Pelicans   | Draymond Green^ (4)          | Golden State Warriors  |
| 2017/18 | Victor Oladipo             | Indiana Pacers         | Al Horford^                  | Boston Celtics         |
| 2017/18 | Jrue Holiday^              | New Orleans Pelicans   | Dejounte Murray^             | San Antonio Spurs      |
| 2017/18 | Robert Covington           | Philadelphia 76ers     | Jimmy Butler^ (4)            | Minnesota Timberwolves |
| 2018/19 | Rudy Gobert^ (3)           | Utah Jazz              | Kawhi Leonard^ (5)           | Toronto Raptors        |
| 2018/19 | Giannis Antetokounmpo^ (2) | Milwaukee Bucks        | Draymond Green^ (5)          | Golden State Warriors  |
| 2018/19 | Paul George^ (4)           | Oklahoma City Thunder  | Joel Embiid^ (2)             | Philadelphia 76ers     |
| 2018/19 | Marcus Smart^              | Boston Celtics         | Klay Thompson^               | Golden State Warriors  |
| 2018/19 | Eric Bledsoe               | Milwaukee Bucks        | Jrue Holiday^ (2)            | New Orleans Pelicans   |
| 2019/20 | Giannis Antetokounmpo^ (3) | Milwaukee Bucks        | Kawhi Leonard^ (6)           | Los Angeles Clippers   |
| 2019/20 | Anthony Davis^ (3)         | Los Angeles Lakers     | Brook Lopez^                 | Milwaukee Bucks        |
| 2019/20 | Ben Simmons^               | Philadelphia 76ers     | Bam Adebayo^                 | Miami Heat             |
| 2019/20 | Rudy Gobert^ (4)           | Utah Jazz              | Patrick Beverley (3)         | Los Angeles Clippers   |
| 2019/20 | Marcus Smart^ (2)          | Boston Celtics         | Eric Bledsoe (2)             | Milwaukee Bucks        |
| 2020/21 | Ben Simmons^ (2)           | Philadelphia 76ers     | Bam Adebayo^ (2)             | Miami Heat             |
| 2020/21 | Rudy Gobert^ (5)           | Utah Jazz              | Jimmy Butler^ (5)            | Miami Heat             |
| 2020/21 | Draymond Green^ (6)        | Golden State Warriors  | Joel Embiid^ (3)             | Philadelphia 76ers     |
| 2020/21 | Jrue Holiday^ (3)          | Milwaukee Bucks        | Matisse Thybulle^            | Philadelphia 76ers     |
| 2020/21 | Giannis Antetokounmpo^ (4) | Milwaukee Bucks        | Kawhi Leonard^ (7)           | Los Angeles Clippers   |
| 2021/22 | Marcus Smart^ (3)          | Boston Celtics         | Bam Adebayo^ (3)             | Miami Heat             |
| 2021/22 | Mikal Bridges^             | Phoenix Suns           | Jrue Holiday^ (4)            | Milwaukee Bucks        |
| 2021/22 | Rudy Gobert^ (6)           | Utah Jazz              | Matisse Thybulle^ (2)        | Philadelphia 76ers     |
| 2021/22 | Giannis Antetokounmpo^ (5) | Milwaukee Bucks        | Robert Williams III^         | Boston Celtics         |
| 2021/22 | Jaren Jackson, Jr.^        | Memphis Grizzlies      | Draymond Green^ (7)          | Golden State Warriors  |
| 2022/23 | Jaren Jackson, Jr.^ (2)    | Memphis Grizzlies      | Draymond Green^ (8)          | Golden State Warriors  |
| 2022/23 | Evan Mobley^               | Cleveland Cavaliers    | OG Anunoby^                  | Toronto Raptors        |
| 2022/23 | Jrue Holiday^ (5)          | Milwaukee Bucks        | Derrick White^               | Boston Celtics         |
| 2022/23 | Alex Caruso^               | Chicago Bulls          | Dillon Brooks^               | Memphis Grizzlies      |
| 2022/23 | Brook Lopez^ (2)           | Milwaukee Bucks        | Bam Adebayo^ (4)             | Miami Heat             |
| 2023/24 | Rudy Gobert^ (7)           | Minnesota Timberwolves | Alex Caruso^ (2)             | Chicago Bulls          |
| 2023/24 | Victor Wembanyama^         | San Antonio Spurs      | Jalen Suggs^                 | Orlando Magic          |
| 2023/24 | Bam Adebayo^ (5)           | Miami Heat             | Derrick White^ (2)           | Boston Celtics         |
| 2023/24 | Herbert Jones^             | New Orleans Pelicans   | Jaden McDaniels^             | Minnesota Timberwolves |
| 2023/24 | Anthony Davis^ (4)         | Los Angeles Lakers     | Jrue Holiday^ (6)            | Boston Celtics         |
| 2024/25 | Evan Mobley^ (2)           | Cleveland Cavaliers    | Ivica Zubac^                 | Los Angeles Clippers   |
| 2024/25 | Dyson Daniels^             | Atlanta Hawks          | Jaren Jackson, Jr.^ (3)      | Memphis Grizzlies      |
| 2024/25 | Luguentz Dort^             | Oklahoma City Thunder  | Jalen Williams^              | Oklahoma City Thunder  |
| 2024/25 | Draymond Green^ (9)        | Golden State Warriors  | Toumani Camara^              | Portland Trailblazers  |
| 2024/25 | Amen Thompson^             | Houston Rockets        | Rudy Gobert^ (8)             | Minnesota Timberwolves |